# Glossosoma wenatchee
Glossosoma wenatchee là một loài Trichoptera trong họ Glossosomatidae. Chúng phân bố ở miền Tân bắc.